# 第15回宝塚記念
1974年6月2日に京都競馬場で行われた第15回宝塚記念について詳細を記述する。
- なお、馬齢については当時の表記方法（数え年）とする。

## レース施行時の状況
厩務員労働組合の争議のため日程変更が行われ、1969年の第10回以来5年ぶり3度目の京都開催となった。
ファン投票第1位に選出されたタケホープは天皇賞（春）優勝後に屈腱炎を発症して断念し、国民のアイドル・ハイセイコーが出走。5月5日に行われた天皇賞（春）で、ハイセイコーは前方へ進出しようとする素振りを見せて増沢末夫の制御になかなか従わおうとせず、2番手でレースを進めた。ハイセイコーは「仕掛けるには、まだ早すぎる」という増沢の思いとは裏腹に第3コーナーで先頭に立ったものの粘り切れず、タケホープから1秒0差の6着に敗れた。前年の11月20日に報道された、ハイセイコーが5月から1975年までアメリカへ遠征し、ワシントンDCインターナショナルなどに出走するという計画は、この敗戦により中止された。また、この頃からハイセイコーは従来の呼称であった「怪物」ではなく、「怪物くん」という愛嬌のある呼称で呼ばれるようにもなっていた。増沢によると天皇賞（春）に敗れた後、自身のもとに「あれで怪物か。普通の馬じゃないか」という声が届くなど、ハイセイコーに対するファンの見方には変化が生じ、デビュー以来初めて単勝1番人気に支持されなかった。
僅かな差で1番人気になったのがストロングエイト。1973年は有馬記念で人気を集めたハイセイコーとタニノチカラ2頭が牽制し合っている間隙を突き、逃げる女傑ニットウチドリを2番手から直線で交わし戴冠。この年は初戦の目黒記念（春）こそ9着に沈んだものの、次走の鳴尾記念を59kgの斤量を背負い逃げ切った。天皇賞（春）はタケホープの2着に入り、ハイセイコーに八大競走で2度も先着したこともあり、宝塚記念ではハイセイコーから1番人気の座を奪った。
3番人気のクリオンワードは開業4年目の栗田勝厩舎の管理馬で、かつての弟弟子であった安田伊佐夫が騎乗し、天皇賞（春）では3着に入った。
4番人気のキヨノサカエは金杯でナオキの2着、5頭立てのサンケイ大阪杯ではタニノチカラを破り、天皇賞（春）ではハイセイコーに先着の5着であった。
5番人気マチカネハチローは前年の菊花賞5着馬。この年は鳴尾記念でストロングエイトの2着、前走のマイラーズカップで重賞初制覇を果たした。
2年前の1972年春の天皇賞馬ベルワイドは、前走の目黒記念（秋）でタニノチカラの3角捲りの暴走にも助けられてか直線で鋭く差し切った。
前年の京都新聞杯でハイセイコー・タケホープを破ったトーヨーチカラも参戦した。

## レース展開
ハイセイコーは得意の距離で水を得たように走り、レコードタイム2分12秒9で2着のクリオンワードに5馬身の着差をつけて勝利を収めた。長距離では苦戦しても中距離では無敵であり、レース後、鈴木勝太郎調教師は勝利を喜びながらも「タケホープに出てきてほしかった。今日は絶対に負けなかっただろう。タケホープはあれだけの速いタイムでは走れないよ」とタケホープへの対抗心を露わにした。増沢は後に、この勝利で失いかけていた人気が急に復活したと振り返っている。ベルワイドが5着に健闘した。
この競走の映像（関西テレビ放送の中継の映像を収録したもの）は、1995年10月20日にポニーキャニオンより発売された「中央競馬GIシリーズ 宝塚記念史」に収録されている。

## 出走馬と枠順
芝2200メートル 天候・晴 馬場状態・良
| 枠番 | 馬番 | 競走馬名         | 性齢 | 騎手       | オッズ        | 調教師     |
| ---- | ---- | ---------------- | ---- | ---------- | ------------- | ---------- |
| 1    | 1    | シャダイオー     | 牡5  | 中島敏文   | 192.0（11人） | 上田武司   |
| 2    | 2    | ハシストーム     | 牡5  | 鶴留明雄   | 29.7(7人)     | 戸山為夫   |
| 3    | 3    | イーストリバー   | 牡5  | 北橋修二   | 42.8(9人)     | 松元正雄   |
| 4    | 4    | ベルワイド       | 牡7  | 加賀武見   | 19.4(6人)     | 阿部正太郎 |
| 5    | 5    | マチカネハチロー | 牡5  | 南井克巳   | 11.3(5人)     | 清田十一   |
| 6    | 6    | ストロングエイト | 牡6  | 中島啓之   | 3.5(1人)      | 奥平真治   |
| 6    | 7    | インターベルト   | 牝5  | 小島貞博   | 139.6(10人)   | 戸山為夫   |
| 7    | 8    | クリオンワード   | 牡5  | 安田伊佐夫 | 9.5(3人)      | 栗田勝     |
| 7    | 9    | トーヨーチカラ   | 牡5  | 田島良保   | 38.0(8人)     | 斉藤義美   |
| 8    | 10   | ハイセイコー     | 牡5  | 増沢末夫   | 3.5(2人)      | 鈴木勝太郎 |
| 8    | 11   | キヨノサカエ     | 牡5  | 福永洋一   | 11.1(4人)     | 武田文吾   |

## 競走結果
| 着順 | 枠番 | 馬番 | 競走馬名         | タイム | 着差   |
| ---- | ---- | ---- | ---------------- | ------ | ------ |
| 1着  | 8    | 10   | ハイセイコー     | 2.12.9 |        |
| 2着  | 7    | 8    | クリオンワード   | 2.13.7 | 5馬身  |
| 3着  | 7    | 9    | トーヨーチカラ   | 2.13.9 | 1馬身  |
| 4着  | 1    | 1    | シャダイオー     | 2.14.1 | 1.1/4  |
| 5着  | 4    | 4    | ベルワイド       | 2.14.5 | 2.1/2  |
| 6着  | 6    | 6    | ストロングエイト | 2.14.6 | 3/4    |
| 7着  | 2    | 2    | ハシストーム     | 2.14.6 | ハナ   |
| 8着  | 3    | 3    | イーストリバー   | 2.14.7 | 3/4    |
| 9着  | 5    | 5    | マチカネハチロー | 2.14.9 | 1      |
| 10着 | 8    | 11   | キヨノサカエ     | 2.16.5 | 10馬身 |
| 11着 | 6    | 7    | インターベルト   | 2.17.2 | 4馬身  |

| 単勝式   | 10  | 270円  |
| 複勝式   | 10  | 150円  |
| 複勝式   | 8   | 270円  |
| 複勝式   | 9   | 1310円 |
| 連勝複式 | 7-8 | 850円  |